# Luidia patriae
Luidia patriae är en sjöstjärneart som beskrevs av Bernasconi 1941. Luidia patriae ingår i släktet Luidia och familjen sprödsjöstjärnor. Inga underarter finns listade i Catalogue of Life.